# Paolo Broccatelli
Paolo Broccatelli (Roma, 23 agosto 1968) è un terrorista italiano.
Componente dell'organizzazione armata di sinistra denominata Nuove Brigate Rosse, arrestato nel 2003, venne rinviato a giudizio e poi condannato a nove anni di reclusione per associazione sovversiva. Il suo nome di battaglia era Beppe. La sua pena si è estinta nel 2012.

## Biografia
Dopo il diploma si iscrive alla facoltà di Scienze Statistiche dell'Università La Sapienza di Roma, partecipando anche alle lezioni del professor Massimo D'Antona. Dopo poco lascia gli studi per iniziare a lavorare e trova un impiego presso una società di pulizie (la Smeraldo), appaltatrice del servizio proprio nello stesso ateneo.
Secondo la Digos, aveva conosciuto l'altro brigatista Mario Galesi (che sarebbe poi morto il 2 marzo 2003 in un conflitto a fuoco con le forze dell'ordine sul treno Roma-Firenze) già dai tempi dei Collettivi degli studenti medi e risulta più volte identificato insieme ad altri soggetti di interesse investigativo dell'Autonomia capitolina, tutti frequentatori del centro sociale Blitz.

### L'arresto
L'arresto di Broccatelli avviene il 24 ottobre 2003 nel corso di un blitz delle forze dell'ordine che, con più di cento perquisizioni in sei regioni, catturano sette sospettati legati alle Nuove Brigate Rosse - Partito Comunista Combattente, nel corso delle indagini riguardanti l'omicidio di Massimo D'Antona partite con l'arresto della brigatista Nadia Desdemona Lioce.
Le accuse parlano di partecipazione all'inchiesta preparatoria dell'omicidio D'Antona, ma anche di aver rubato il furgone Nissan Vanette utilizzato come appoggio per l'attentato di via Salaria e di aver effettuato il cambio dei blocchetti delle serrature del furgone stesso.
Nel corso delle indagini che seguiranno verrà provato l'utilizzo, da parte di Broccatelli, anche di alcune schede prepagate per comunicare con delle utenze cellulari appartenenti all'Organizzazione, soprattutto nelle settimane precedenti l'attentato. E poi "nel corso di un pedinamento effettuato il 4 giugno" annotano ancora gli agenti "l'indagato viene visto percorrere una particolare sequenza di vie romane, esattamente sovrapponibile alle indicazioni estratte dalla memoria del palmare della Lioce: si tratta evidentemente di un appuntamento tattico."

### Il processo D'Antona
Rinviato a giudizio assieme ad altre sedici persone per l'omicidio di Massimo D'Antona avvenuto a Roma, il 20 maggio 1999, la Corte d'assise, l'8 luglio 2005, lo assolve in primo grado dall'accusa di concorso nell'omicidio (confermata anche in Appello) e lo condanna a nove anni di reclusione ritenendolo responsabile solo di associazione sovversiva. Nell'ultimo grado di giudizio, il 28 giugno 2007, la Cassazione conferma e rende definitiva la pena.

### Le coincidenze sull'omicidio di Marta Russo
Il giorno in cui Marta Russo venne uccisa, Paolo Broccatelli prestava servizio come inserviente delle pulizie presso la Facoltà di Statistica dell'Università La Sapienza di Roma (da lui frequentata anche come studente), molto vicino al luogo da cui partì il colpo di pistola che uccise la studentessa. Giovanni Scattone, condannato per l'omicidio e sempre dichiaratosi innocente, assieme ai suoi legali suggerisce di indagare su di lui, ipotizzando che possa essere il vero responsabile (magari con l'intenzione di uccidere qualche altro bersaglio, o per errore), ricordando tra l'altro che il 9 maggio è l'anniversario del ritrovamento del corpo di Aldo Moro. Broccatelli non è mai stato, comunque, indagato per tale delitto, né ha sporto querela contro Scattone.